# Delta (Pennsilvània)
Delta és una població dels Estats Units a l'estat de Pennsilvània. Segons el cens del 2000 tenia 741 habitants.

## Demografia
Segons el cens del 2000, Delta tenia 741 habitants, 285 habitatges, i 194 famílies. La densitat de població era de 1.059,6 habitants per quilòmetre quadrat.
Dels 285 habitatges en un 37,5% hi vivien nens de menys de 18 anys, en un 50,5% hi vivien parelles casades, en un 10,5% dones solteres, i en un 31,9% no eren unitats familiars. En el 25,6% dels habitatges hi vivien persones soles el 10,9% de les quals corresponia a persones de 65 anys o més que vivien soles. El nombre mitjà de persones vivint en cada habitatge era de 2,6 i el nombre mitjà de persones que vivien en cada família era de 3,12.
Per edats la població es repartia de la següent manera: un 29,4% tenia menys de 18 anys, un 8,1% entre 18 i 24, un 31,7% entre 25 i 44, un 19,8% de 45 a 60 i un 10,9% 65 anys o més.
L'edat mediana era de 34 anys. Per cada 100 dones de 18 o més anys hi havia 98,9 homes.
La renda mediana per habitatge era de 39.732 $ i la renda mediana per família de 45.000 $. Els homes tenien una renda mediana de 35.735 $ mentre que les dones 25.417 $. La renda per capita de la població era de 17.677 $. Entorn del 9,6% de les famílies i el 9,2% de la població estaven per davall del llindar de pobresa.

## Poblacions més properes
El següent diagrama mostra les poblacions més properes.